# Stadio Al-Janoub
Lo stadio Al-Janoub (in arabo ملعب الجنوب‎?, "stadio a sud") è uno stadio calcistico di Al Wakrah, in Qatar.
Inaugurato il 16 maggio 2019, è stato il secondo stadio ospitante il campionato mondiale di calcio 2022 a essere completato, dopo lo Stadio Internazionale Khalifa di Doha. È stato progettato dall'architetta iracheno-britannica Zaha Hadid.
Dopo il Mondiale qatariota, la sua capacità sarà ridotta da 40 000 a 20 000 posti e ospiterà le partite casalinge dell'Al-Wakrah.
La copertura dello stadio è stata costruita ed installata in opera dall'azienda italiana Maeg Costruzioni.

## Storia
Commissionato per il campionato mondiale di calcio 2022 e costruito a partire dal 2014, lo stadio è stato inaugurato il 16 maggio 2019 ospitando la finale della Coppa dell'Emiro del Qatar tra Al-Sadd e Al-Duhail di fronte a 38 678 spettatori, alla presenza dell'emiro Tamim bin Hamad Al Thani.
Il 19 dicembre 2020 ha ospitato la finale dell'AFC Champions League 2020 vinta dall'Ulsan HD sugli iraniani del Persepolis.

## Caratteristiche
Progettato dall'architetta iracheno-britannica Zaha Hadid e dal suo studio Zaha Hadid Architects, ha una forma ispirata al dau, tradizionale barca a vela araba. Il tetto richiama gli scafi dell'imbarcazione e le facciate le pieghe delle vele. La facciata inferiore richiama invece la musciarabia, dispositivo di ventilazione frequentemente usato nell'architettura araba. Lo stadio dispone di un tetto mobile, progettato da Schlaich Bergermann Partner, che permette di chiudere totalmente lo stadio per poter climatizzare gli spalti e il terreno di gioco.